# 元木隆史
元木 隆史（もとき たかし、1973年（昭和48年） - ）は、日本の映画監督。

## 人物
兵庫県出身。1993年に大阪芸術大学芸術学部映像学科に入学。在学中に8mm『小夜子』、16mm『Dobuyoko Angel』を製作する。1998年に同大学の大学院に進み、修士作品として35mm映画『プウテンノツキ』を完成させる。その後、大阪芸術大学大学院副手として中島貞夫監督の助手を務めながら山下敦弘監督の『ばかのハコ船』のライン・プロデューサーも務めた。

## 製作
- 『ばかのハコ船』 (2002)<ラインプロデューサー>
- 『リアリズムの宿』（2004/ぱる出版＝ビターズ・エンド）
- 『妖怪奇談』 (2007)<ラインプロデューサー>

## 監督
- 『プウテンノツキ』（2001/銀幕キッド）
- 『ピーカン夫婦』（2005）
- 『杉山くんたちは夜専門』（2005） <OV/映像ディレクター>
- 『Smile スマイル』（2005） <OV>
- 『サバイブ』（2005） <OV>
- 『転生 TENSEI』（2006）
- 『イヌゴエ』（2006） <TV>
- 『くりいむレモン 黒猫館』（2006） <OV>
- 『ロックンロール★ダイエット!』（2008） <映画>
- 『ガチバンII 最凶決戦』（2008） <OV>
- 『ガチバンIII 武闘宣戦』（2009） <OV>
- 『ガチバンIV 最狂戦争』（2009） <OV>
- 『ガチバン MAX』（2010） <映画>
- 『ガチバン MAX2』（2010） <映画>
- 『モウソウ刑事!』（2011） <TV>
- 『ガチバン MAXIMUM』（2011） <OV>
- 『ガチバン アルティメイタム』（2011） <映画>
- 『ガチバン アルティメイタム2』（2011） <映画>
- 『ガチバン WORST MAX』（2012） <映画>
- 『ガチバン TRIBAL』（2012） <映画>
- 『STAND UP!ヴァンガード』（2012） <TV>
- 『ガチバン スプレマシー』（2013） <映画>
- 『ガチバン スプレマシー2』（2013） <映画>
- 『ガチバン エクスペンデット』（2013） <映画>
- 『ガチバンZ 代理戦争』（2013） <映画>
- 『ガチバン クロニクル』（2014） <映画>
- 『ガチバン ULTRA MAX』（2014） <映画>
- 『劇場版 カードファイト!! ヴァンガード 3つのゲーム』（2014） <映画>
- 『ガチバン NEW GENERATION』（2015） <映画>
- 『ガチバン NEW GENERATION2』（2015） <映画>
- 『初森ベマーズ』（2015） <TV>
- 『ナイトヒーロー NAOTO』（2016） <TV>
- 闇金ドッグス4（2016）
- 闇金ドッグス5（2017）
- 闇金ドッグス6（2017）
- 闇金ドッグス7（2017）
- 闇金ドッグス8（2018）
- 闇金ドッグス9（2018）

## 脚本
- 『プウテンノツキ』（2001/銀幕キッド）

## 照明
- 『BOOMERANG2000』（2001/ピーコックフィルム）

## 編集
- 『プウテンノツキ』（2001/銀幕キッド）
- 『くりいむレモン』（2004/「くりいむレモン」製作委員会）
- 『イヌゴエ 幸せの肉球』（2006）

## 出演
- 『どんてん生活』（2001/真夜中の子供シアター）
- 『地球の最後の最初の男』（2001/ピーコックフィルム）
- 『東京ハレンチ天国 さよならのブルース』（2001/ピーコックフィルム）

## その他
- 『リンダリンダリンダ』（2005/ビターズエンド）<エキストラ担当>